# Panamerikanische Spiele 2019/Leichtathletik – 5000 m der Frauen

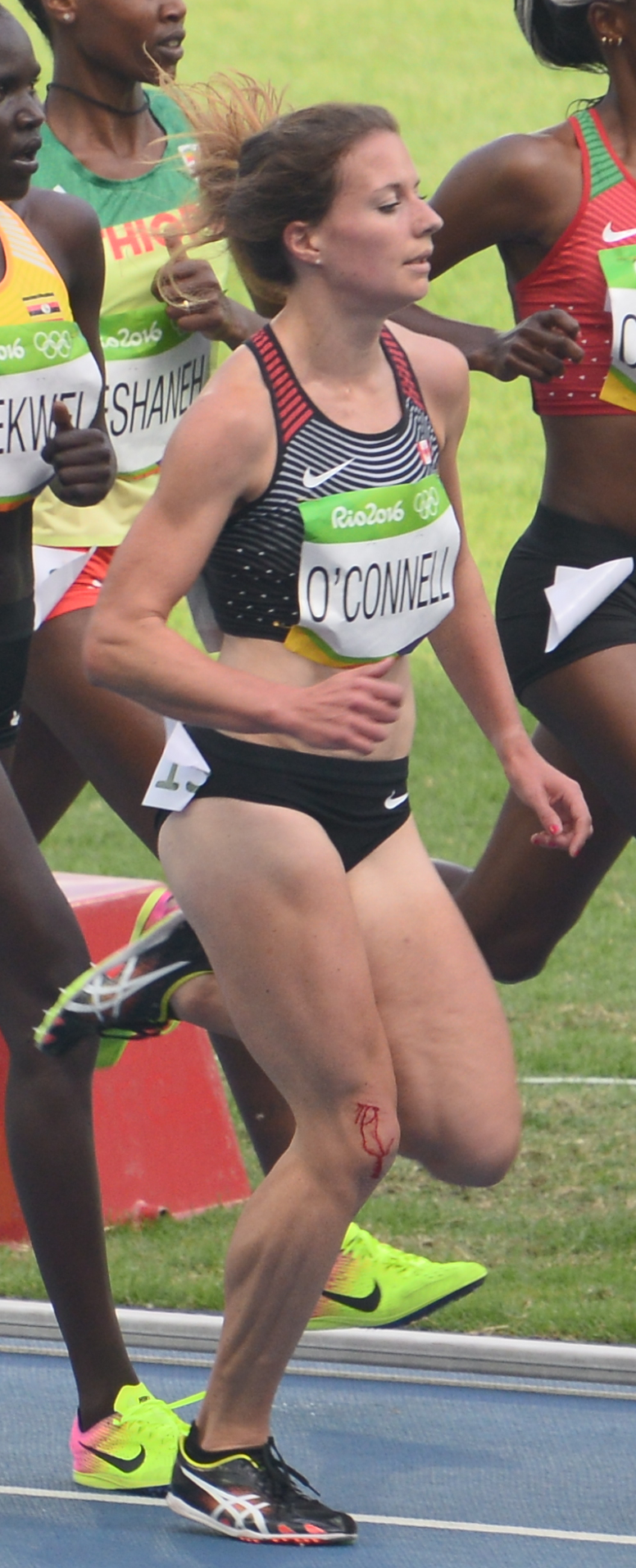
Jessica O’Connell (2016) gewann die Silbermedaille

Der 5000-Meter-Lauf der Frauen bei den Panamerikanischen Spielen 2019 fand am 9. August im Villa Deportiva Nacional in der peruanischen Hauptstadt Lima statt.
Elf Läuferinnen aus sieben Ländern nahmen an dem Lauf teil. Die Goldmedaille gewann Laura Galván nach 15:35,47 min, Silber ging an Jessica O’Connell mit 15:36,08 min und die Bronzemedaille gewann Kim Conley mit 15:36,95 min.

## Rekorde
Vor dem Wettbewerb galten folgende Rekorde:
| Weltrekord        | Tirunesh Dibaba   | 14:11,15 min | Bislett Games, Oslo, Norwegen                                     | 6. Juni 2008   |
| Rekord der Spiele | Adriana Fernández | 15:30,65 min | Panamerikanische Spiele in Santo Domingo, Dominikanische Republik | 6. August 2003 |

## Ergebnis
9. August 2019, 18:20 Uhr
| Platz | Athletin          | Land               | Zeit (min)  |
| ----- | ----------------- | ------------------ | ----------- |
|       | Laura Galván      | Mexiko             | 15:35,47    |
|       | Jessica O’Connell | Kanada             | 15:36,08    |
|       | Kim Conley        | Vereinigte Staaten | 15:36,95    |
| 4     | Risper Biyaki     | Mexiko             | 15:42,47 PB |
| 5     | Carolina Tabares  | Kolumbien          | 15:43,83 SB |
| 6     | Lauren Paquette   | Vereinigte Staaten | 15:45,93    |
| 7     | Luz Mery Rojas    | Peru               | 15:46,52    |
| 8     | Saida Meneses     | Peru               | 15:46,91 PB |
| 9     | Florencia Borelli | Argentinien        | 16:07,75    |
| 10    | Fedra Luna        | Argentinien        | 16:14,51    |
| 11    | Carmen Toaquiza   | Ecuador            | 17:09,77    |